# 버니 조약
버니 조약(Burney Treaty)은 1826년 6월 20일 영국과 태국 간 맺어진 조약으로 해당 조약의 영국 대표였던 동인도회사 요원 헨리 버니가 라마 3세와 맺었다. 해당 조약은 내용은 다음과 같다.
- 태국의 말레이 지역 북부 5개 주(크다주, 클란탄주, 프를리스주, 트렝가누주, 파타니주) 영유를 인정한다.
- 페낭은 영국령으로 한다.
- 태국의 간섭 없이 켈란탄과 테렝가누에서의 통상을 인정한다.

버니 조약을 개정하는 영국-태국 조약이 체결되었을 때 버니 조약을 통해 태국령으로 인정된 말레이 지역 북부 5개 주 중에서 파타니를 제외한 지역이 영국령이 됐다.
버니 조약에서 다뤄지지 않은 자유 통상에 대한 내용은 보링 조약에 포함됐다.